# Pinna (Gattung)
Pinna ist die namengebende Muschel-Gattung der Familie der Steckmuscheln (Pinnidae) aus der Ordnung der Ostreida. 

## Merkmale
Die Gattung Pinna ist durch große bis sehr große, gleichklappige Gehäuse charakterisiert. Sie sind im Umriss fächerförmig, keilförmig oder paddelförmig; sie können über einen Meter lang werden (größtes gefundenes Exemplar: 120 Zentimeter). Die Gehäuse stecken mit dem Vorderende nach unten im weichen Sediment. Das hintere (obere), ständig klaffende Ende ragt etwa zu ein bis zwei Drittel aus dem Sediment. Die Wirbel sitzen am vorderen (unteren) Ende. Die Gehäuse sind seitlich meist abgeflacht. In der Mitte der Längsachse verläuft außen ein Kiel, der aber bei manchen Arten im Adultstadium verschwinden kann. Er korrespondiert im Innern des Gehäuses mit einer Längsfurche, die die Perlmuttschicht in zwei längliche Loben teilt. Am Ventralrand nahe dem Vorderende (unten, im Sediment) ist ein weiterer klaffender Spalt vorhanden; hier tritt der Byssus nach außen. Das Schloss ist zahnlos. Das Ligament ist sehr lang, erstreckt sich über fast die gesamte Länge des Dorsalrandes und liegt in einer Rinne (subintern). 
Die Schale bestehend aus der mineralischen Schale und dem organischen Periostracum ist vergleichsweise dünn und zerbrechlich, aber zu einem gewissen Grad auch flexibel. Die mineralische Schale ist aus einer äußeren, kalzitischen Prismenschicht und einer inneren, aragonitischen Perlmuttschicht aufgebaut. Die Perlmuttschicht bildet innen zum Hinterende hin zwei Loben. Die Oberfläche ist mit Rippen, oder scharfen, reihig angeordneten Schuppen oder nach hinten offene Schuppen versehen, oder auch annähernd glatt mit mehr oder weniger deutlichen Anwachsstreifen.
Der vordere Schließmuskel sitzt nahe dem Vorderende (unten) und ist relativ klein. Der hintere Schließmuskel (am oberen Ende) ist dagegen sehr groß. Er sitzt etwas ventral (bezogen auf die Gehäusebreite) und nahe der hinteren Mantellinie, die aber deutlich vom Gehäusehinterrand (= oberes Ende) abgerückt ist. Er kann somit noch unterhalb der Mitte (bezogen auf die Gehäuselänge in Lebendstellung) sitzen.

## Geographische Verbreitung und Lebensraum
Die rezenten Vertreter der Gattung Pinna leben in gemäßigten, subtropischen und tropischen Meeren. Sie kommen vom flachen Subtidal bis in etwa 100 Meter Wassertiefe, selten auch tiefer vor.
Die Pinna-Arten stecken mit dem Vorderende nach unten im weichen Sediment, das Hinterende ragt meist zu etwa ein bis zwei Drittel aus dem Sediment.

## Taxonomie
Die Gattung geht auf Carl von Linné zurück, der das Taxon bereits 1758 beschrieb. Typusart ist Pinna rudis Linné, 1758 (Raue Schinkenmuschel). Die MolluscaBase und die Paleobiology Database weisen der Gattung folgende Arten zu (mit weiteren Ergänzungen):
- Gattung Pinna Linnaeus, 1758
  - †Pinna alborzica Repin, 2013 (Jura)
  - †Pinna ampla Sowerby, 1821 (Jura)
  - Pinna angustana Lamarck, 1819
  - †Pinna arata Forbes, 1846 (Kreide)
  - †Pinna asakuraensis Nagao (1928)
  - Pinna atropurpurea G. B. Sowerby I, 1825
  - Pinna attenuata Reeve, 1858
  - Pinna bicolor Gmelin, 1791
  - Pinna carnea Gmelin, 1791
  - Pinna cellophana Matsukuma & Okutani, 1986
  - †Pinna confutsiana Kayser, 1883 (Perm)
  - †Pinna constantini de Loriol & Pellat, 1874 (Jura)
  - †Pinna coprolithiformis Beede, 1899 (Perm)[6]
  - †Pinna cordata Pritchard, 1895 (Paläogen)
  - †Pinna cottai Geinitz, 1840 (Obercenomanium bis Coniacium)[7]
  - †Pinna credneri Gemmellaro, 1896 (Perm)
  - †Pinna cretacea (Schlotheim, 1813) (Obercenomanium bis Coniacium)[7]
  - †Pinna decussata Goldfuss, 1837
  - Pinna deltodes Menke, 1843
  - †Pinna deshayesi Mayer, 1864 (Oligozän)
  - Pinna distans Hutton, 1873 †
  - Pinna dolabrata Lamarck, 1819
  - †Pinna dolosoniensis McLear, 1926 (Kreide)
  - Pinna electrina Reeve, 1858
  - Pinna epica Jousseaume, 1894
  - Pinna exquisita Dall, Bartsch & Rehder, 1938
  - Pinna fimbriatula Reeve, 1859
  - †Pinna folium Young & Bird, 1822 (Jura)
  - †Pinna freneixae Zinsmeister & Macellari, 1988 (Maastrichtium/Thanetium)
  - †Pinna harnetti (Richards, 1848) (Eozän)[8]
  - †Pinna hartmanni von Zieten, 1833 (Unterer Jura)[9]
  - †Pinna helvetica Mayer-Eymar, 1861 (Eozän)[10]
  - †Pinna iburgensis Weerth, 1884
  - Pinna incurva Gmelin, 1791
  - †Pinna kawhiana Marwick, 1953 (Jura)
  - †Pinna lanceolata Sowerby, 1821 (Jura)
  - †Pinna laqueata Conrad, 1858 (Maastrichtium)
  - †Pinna latrania Hanna, 1926 (Pliozän)
  - †Pinna lima Boehm, 1903 (Trias)
  - Pinna linguafelis (Habe, 1953)
  - Pinna madida Reeve, 1858
  - †Pinna margaritacea Lamarck, 1805 (Bartonium/Lutetium[10])
  - †Pinna mendenhalli Hanna, 1926 (Pliozän)
  - Pinna menkei Reeve, 1858
  - †Pinna meriani Winkler, 1859
  - †Pinna mitis Zieten, 1830 (Jura)
  - †Pinna muikadanensis Nakazawa, 1961 (Trias)
  - †Pinna multisulcata Mayer-Eymar, 1881 (Eozän)[10]
  - Pinna muricata Linnaeus, 1758
  - Edle Steckmuschel (Pinna nobilis Linnaeus, 1758)
  - †Pinna octavia Marwick, 1953 (Jura)
  - †Pinna opalina Quenstedt, 1858 (Aalenium)
  - Pinna papyracea Gmelin, 1791
  - †Pinna punjabensis Eames, 1951 (Eozän)
  - †Pinna pyrenaica Roault, 1848 (Eozän)[10]
  - †Pinna qinghaiensis Lu, 1986 (Perm)
  - †Pinna quadrangularis Goldfuss, 1837
  - †Pinna radiata Münster, 1837 (Jura)
  - †Pinna reginamaris Maury, 1930 (Maastrichtium)
  - †Pinna rembangensis Martin, 1910 (Miozän)
  - †Pinna richthofeni Fliegel, 1901 (Perm)
  - †Pinna robinaldina d’Orbigny, 1844
  - †Pinna robusta Chiesa et al., 1995 (Eozän)
  - Raue Schinkenmuschel (Pinna rudis Linnaeus, 1758)
  - Pinna rugosa G. B. Sowerby I, 1835
  - †Pinna saccoi Vinassa de Regny, 1898 (Priabonium)
  - Pinna sanguinolenta Reeve, 1858
  - †Pinna semicostata Philippi, 1887 (Miozän)
  - †Pinna semisulcata Tate, 1886 (Paläogen)
  - †Pinna shekanensis Eames, 1951 (Eozän)
  - †Pinna similis Chapuis & Dewalque, 1853 (Unterer Jura)[11]
  - †Pinna sublanceolata d’Orbigny, 1850 (?)
  - †Pinna tommasii Wöhrmann & Koken, 1892 (Trias)
  - Pinna trigonalis Pease, 1861
  - Pinna trigonium Dunker, 1852
  - †Pinna triquetra Gemmellaro, 1896 (Perm)
  - Pinna wayae Schultz & M. Huber, 2013

Schultz & Huber (2013) unterteilten die Gattung Pinna in die Untergattungen Pinna (Pinna), Pinna (Abyssopinna) Schultz & Huber, 2013, Pinna (Cyrtopinna) Mörch, 1853, Pinna (Exitopinna) Iredale, 1939, Pinna (Quantulopinna) Iredale, 1939, Pinna (Subitopinna) Iredale, 1939; hinzu kommen die fossilen Untergattungen Pinna (Plesiopinna) Amano, 1956 und Pinna (Sulcatopinna) Hyatt, 1892. Letztere wird von einigen Autoren auch als eigenständige Gattung behandelt. Die Gattung Atrina wird in die drei Untergattungen Atrina (Atrina), Atrina (Australopinna) Schultz & Huber, 2013 und Atrina (Servatrina) Iredale, 1939 unterteilt.
Die MolluscaBase verzeichnet die Synonyme Pinnula Rafinesque, 1815 und Streptopinna Martens, 1880. Letztere wird jedoch von Peter Schultz und Markus Huber als eigenständige Gattung behandelt. Lemer et al. (2014) werteten Streptopinna Martens, 1880 jedoch wieder zur Untergattung ab.

## Belege